# Muhamed-han Kadžar
Muhamed-han Kadžar (perz. آغا محمد خان قاجار; Astarabad, 1742. – Suza, 17. lipnja 1797.), šah Irana i osnivač kadžarske dinastije.
Rođen je u gradu Gorganu (Astarabadu) na sjeveru Irana, a sa šest godina kastriran je prema odredbi Adil-šaha iz susjednog klana zbog straha od političkog rivalstva. Muhamed-han bio je na čelu klana Kuvanlu, jednog od kadžarskih plemena. Nakon smrti Karim-hana iz zandijske dinastije 1779. godine zemlja tone u građanski rat, a Muhamed-han iskorištava takvu situaciju i 1794. godine zarobljava zandijskog vladara Loft Ali-hana i nameće se kao iranski šah stvorivšti pritom novu, kadžarsku dinastiju. Vladao je svega tri godine jer su ga u Suzi ubili politički neprijatelji, a sahranjen je u Nadžafu (današnji Irak). S obzirom na to da je Muhamed-han bio eunuh, nasljedio ga je njegov nećak Fateh Ali-šah.
| Prethodnik:                        | Iranski šah (kadžarska dinastija) (20. ožujka 1794. - 17. lipnja 1797.) | Nasljednik:   |
| Loft Ali-han (zandijska dinastija) | Iranski šah (kadžarska dinastija) (20. ožujka 1794. - 17. lipnja 1797.) | Fateh Ali-šah |